# 麥可·D·希金斯
麥可·丹尼爾·希金斯（1941年4月18日—），愛爾蘭詩人與政治人物，為愛爾蘭工黨領袖，愛爾蘭共和國第9任總統。

## 生平
於2011年10月27日，當選愛爾蘭共和國第9任總統。
2014年4月8日，訪問英國，為愛爾蘭獨立後首位赴英國訪問的愛爾蘭總統。

## 外部連結
- 麥克·D·希金斯於愛爾蘭工黨的官方首頁
- 挑戰成功 愛爾蘭出現詩人總統（页面存档备份，存于）

| 官衔                 | 官衔                           | 官衔        |
| -------------------- | ------------------------------ | ----------- |
| 前任： 瑪麗·麥卡利斯 | 第9任愛爾蘭共和國總統 2011年－ | 繼任： 現任 |